# 本多勇喜
本多 勇喜（ほんだ ゆうき、1991年1月2日 - ）は、愛知県一宮市出身のプロサッカー選手。Jリーグ・ヴィッセル神戸所属。ポジションはディフェンダー（DF）。

## 略歴
岐阜VAMOSから名古屋グランパスU-18に加入し、2008年に同期の磯村亮太らとともに高円宮杯全日本ユースで準優勝を経験。高校卒業後のトップチーム昇格はかなわず、阪南大学へ進学。4年時の総理大臣杯全日本大学サッカートーナメントでは、準決勝で早稲田大学の富山貴光、決勝で専修大学の仲川輝人ら大学屈指のFWを抑え込み、優勝に貢献した。
ちなみに垂直跳びは1メートルほどで、加速をつければサッカーゴールのクロスバーを頭が越える。

### 名古屋グランパス
2013年、ユース時代を過ごした名古屋に入団。名古屋ユース出身者としては、初の大学経由でのトップチーム入団となった。同年3月16日、第3節ヴァンフォーレ甲府戦でプロ初出場を果たし、その試合のロスタイムに決勝点となるプロ初ゴールを決めた。

### 京都サンガF.C.
2016年に京都サンガF.C.へ完全移籍。2022年12月20日、京都との契約満了が発表される。

### ヴィッセル神戸
2023年よりヴィッセル神戸へ完全移籍。シーズン前からDF陣に怪我人が続出したこともあり、開幕から左CBとしてスタメン出場。開幕戦こそ不安定なプレーを見せたものの、その後は安定したプレーを続け、チーム状況によっては左SBでも起用されるなど、怪我に苦しんだチームのDFラインを支えた。CBとして上背はないものの、補って余りある身体能力で対人の強さを見せクラブのJ1リーグ初優勝に貢献した。シーズン終了後には自身初となるJリーグ優秀選手賞に選出された。
2024年は初瀬亮とともに主に左サイドバックで起用され、第13節・セレッソ大阪戦では神戸移籍後初ゴールを決めた。最終盤までもつれ込んだJ1優勝争いでは優勝が懸かった大一番の最終節・湘南ベルマーレ戦でもスタメン起用されるなど、安定した対人守備でディフェンスラインを支え、J1リーグ連覇に貢献した。

## 所属クラブ
- 岐阜VAMOS
- 名古屋グランパスU-18（愛知県立一宮工業高等学校）
- 阪南大学
- 2013年 - 2015年  名古屋グランパス
- 2016年 - 2022年  京都サンガF.C.
- 2023年 -  ヴィッセル神戸

## 個人成績
| 国内大会個人成績 | 国内大会個人成績 | 国内大会個人成績 | 国内大会個人成績 | 国内大会個人成績 | 国内大会個人成績 | 国内大会個人成績 | 国内大会個人成績 | 国内大会個人成績 | 国内大会個人成績 | 国内大会個人成績 | 国内大会個人成績 |
| 年度             | クラブ           | 背番号           | リーグ           | リーグ戦         | リーグ戦         | リーグ杯         | リーグ杯         | オープン杯       | オープン杯       | 期間通算         | 期間通算         |
| 年度             | クラブ           | 背番号           | リーグ           | 出場             | 得点             | 出場             | 得点             | 出場             | 得点             | 出場             | 得点             |
| 日本             | 日本             | 日本             | 日本             | リーグ戦         | リーグ戦         | リーグ杯         | リーグ杯         | 天皇杯           | 天皇杯           | 期間通算         | 期間通算         |
| ---------------- | ---------------- | ---------------- | ---------------- | ---------------- | ---------------- | ---------------- | ---------------- | ---------------- | ---------------- | ---------------- | ---------------- |
| 2011             | 阪南大           | 16               | -                | -                | -                | -                | -                | 1                | 0                | 1                | 0                |
| 2013             | 名古屋           | 15               | J1               | 5                | 1                | 2                | 0                | 0                | 0                | 7                | 1                |
| 2014             | 名古屋           | 15               | J1               | 33               | 0                | 5                | 0                | 3                | 0                | 41               | 0                |
| 2015             | 名古屋           | 6                | J1               | 29               | 0                | 8                | 0                | 0                | 0                | 37               | 0                |
| 2016             | 京都             | 6                | J2               | 39               | 1                | -                | -                | 1                | 0                | 40               | 1                |
| 2017             | 京都             | 6                | J2               | 38               | 2                | -                | -                | 1                | 0                | 39               | 2                |
| 2018             | 京都             | 6                | J2               | 36               | 1                | -                | -                | 0                | 0                | 36               | 1                |
| 2019             | 京都             | 6                | J2               | 37               | 0                | -                | -                | 0                | 0                | 37               | 0                |
| 2020             | 京都             | 6                | J2               | 28               | 0                | -                | -                | -                | -                | 28               | 0                |
| 2021             | 京都             | 6                | J2               | 20               | 0                | -                | -                | 2                | 0                | 22               | 0                |
| 2022             | 京都             | 6                | J1               | 15               | 0                | 6                | 0                | 3                | 0                | 24               | 0                |
| 2023             | 神戸             | 15               | J1               | 32               | 0                | 1                | 0                | 4                | 0                | 37               | 0                |
| 2024             | 神戸             | 15               | J1               | 25               | 1                | 2                | 0                | 5                | 0                | 32               | 1                |
| 通算             | 日本             | 日本             | J1               | 139              | 2                | 24               | 0                | 15               | 0                | 178              | 2                |
| 通算             | 日本             | 日本             | J2               | 198              | 4                | -                | -                | 4                | 0                | 202              | 4                |
| 通算             | 日本             | 日本             | 他               | -                | -                | -                | -                | 1                | 0                | 1                | 0                |
| 総通算           | 総通算           | 総通算           | 総通算           | 337              | 6                | 24               | 0                | 20               | 0                | 381              | 6                |

その他公式戦
- 2016年
  - J1昇格プレーオフ 1試合0得点

| 国際大会個人成績 | 国際大会個人成績 | 国際大会個人成績 | 国際大会個人成績 | 国際大会個人成績 |
| 年度             | クラブ           | 背番号           | 出場             | 得点             |
| AFC              | AFC              | AFC              | ACL              | ACL              |
| ---------------- | ---------------- | ---------------- | ---------------- | ---------------- |
| 2024-25          | 神戸             | 15               | 5                | 0                |
| 通算             | AFC              | AFC              | 5                | 0                |

## タイトル

### クラブ
名古屋グランパスU-18
- JFAプリンスリーグU-18東海（2008年）

阪南大学
- 関西学生サッカーリーグ1部（2010年、2012年）
- 関西学生サッカー選手権大会（2011年）
- 総理大臣杯全日本大学サッカートーナメント（2012年）

名古屋グランパス
- トヨタプレミアカップ（2013年）

ヴィッセル神戸
- J1リーグ：2回（2023年、2024年）
- 天皇杯 JFA 全日本サッカー選手権大会：1回（2024年）

### 個人
- 関西学生サッカーリーグ1部 優秀選手賞（2012年）
- Jリーグ優秀選手賞：1回（2023年）

## 選抜歴
- 2010年 関西大学選抜
- 2012年 関西大学選抜